# Карл Гребе
Карл Гребе (нім. Carl Graebe; 24 лютого 1841, Франкфурт-на-Майні — 19 січня 1927, там само) — німецький хімік-органік.

## Біографія
Карл Гребе народився 24 лютого 1841 року у Франкфурті-на-Майні. Гребе був старшим сином франкфуртського купця і гессенського курфюрстського консула Карла Гребе (1797—1879), який багато зробив для Франкфурта. Навчався в технічній школі у Франкфурті, Технологічному інституті Карлсруе та в Гейдельберзі. Пізніше працював у хімічній компанії Meister Lucius und Brüning, де контролював виробництво фуксину й досліджував фіолетові барвники, що виготовлялись із йоду. Робота з йодом привела до виникнення у нього очної хвороби, через що він повернувся в академічні кола.
Під керівництвом Роберта Вільгельма Бунзена отримав докторський ступінь в Гейдельберзькому університеті у 1862 році. У 1868 році він габілітувався і став професором у Лейпцигу. У 1870 році призначений професором Кенігсберзького університету. У 1878 році отримав ту ж посаду в Женевському університеті, де працював до 1906 року.
У 1869 році синтезував спільно з Карлом Ліберманом алізарин, що дозволило перейти до промислового виробництва барвників на його основі і призвело до припинення вирощування марени. У 1870—1873 роках синтезував і досліджував речовини фенантрен, карбазол і акридин, виділивши їх із кам'яновугільної смоли. Із 1907 року член-кореспондент Прусської академії наук, а з 1913 року — Академії наук у Парижі.
У 1920 році опублікував великий твір із історії органічної хімії в 1770—1880 роках, продовжений П. Вальденом.
Гребе також ввів орто- , мета- та пара- номенклатуру для положення замісників в бензольному кільці.
Карл Гребе помер 19 січня 1927 року в рідному місті і похоронений на головному цвинтарі Франкфурта (Hauptfriedhof).